# مدمرة سبلان الحربية
المدمرة الإيرانية سبلان: هي مدمرة حربية إيرانية من طراز ألوند تابعة لبحرية الجيش الإيراني. مزودة بصواريخ مضادة للسفن وطوربيدات ومدافع بحرية. تحمل الرقم 73. تم تشغيلها في يونيو/ حزيران عام 1972م. وذلك بعد إنضمامها إلى البحرية الإمبراطورية الإيرانية في نفس العام. وهي جزء من طلبية مكونة من أربع سفن. والتي تم شراؤها من بريطانيا قبل الثورة الإسلامية تحت إسم رستم. شاركت هذه المدمرة بحرب الخليج الأولى (الحرب العراقية الإيرانية). وقد تعرضت لأضرار كبيرة خلال تلك المرحلة وأثناء الاشتباك مع البحرية الأمريكية في الخليج العربي، ولكن بعد بضع سنوات تم إصلاحها وتطويرها من قِبَل متخصصين إيرانيين وعادت إلى الخدمة مجدداً.

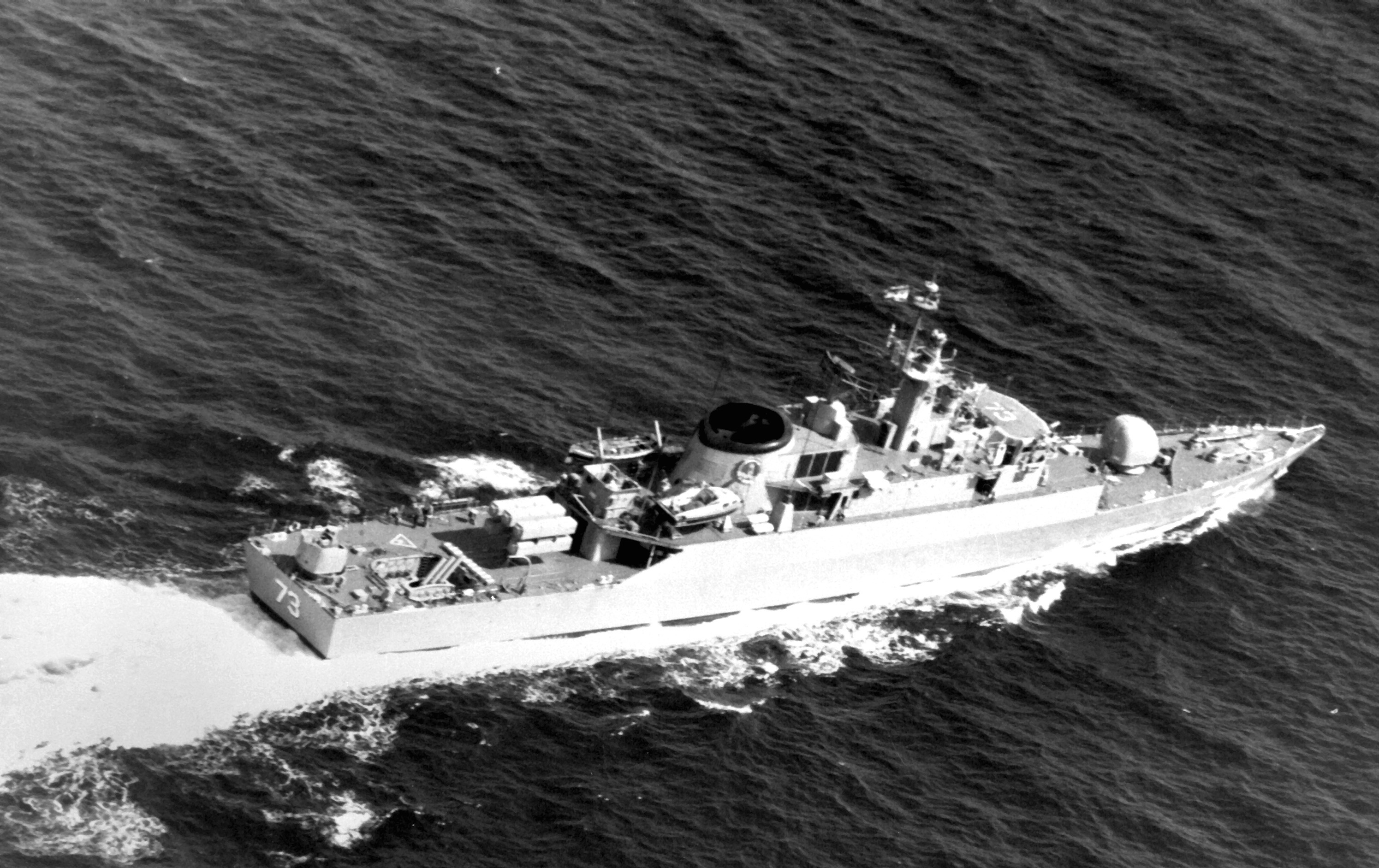
منظر عام للمدمرة الإيرانية سبلان

## سبب التسمية
كان إسم هذه المدمرة الحربية في الأصل IIS Rostam، على إسم رستم، البطل الأسطوري في الشاهنامة. وتمت إعادة تسمية المدمرة بعد الثورة الإسلامية وبالتحديد عام 1985م بإسم سبلان. وهي سلسلة جبلية بمدينة أردبيل في شمال غرب جمهورية إيران، وتُعَد سلسلة جبال سبلان من أروع جبال إيران والعالم.

## المواصفات
يبلغ وزن المدمرة الحربية الإيرانية سبلان نحو 1,100 طن (1,540 طن حمولة كاملة)، وسرعتها حوالي39 عقدة (72 كيلومتر/ ساعة) كحد أقصى. اما طولها فيبلغ 94.5 متر (310 قدم)، وعرضها يبلغ 11.07 متر (36.3 قدماً). اما المدى التشغيلي فهو 9 آلاف كيلومتر. وعدد الطاقم هو 125 إلى 146 شخصاً. وكانت مزودة بالسابق بـ 4 صواريخ كروز مضادة للسفن من طراز (قادر وقدير)، وشاركت في العديد من المهمات البحرية للجيش الإيراني.

## المحركات
تم تزويد المدمرة العسكرية الإيرانية سبلان بمحركي ديزل من طراز (Paxman Ventura)، بقوة 3,800 حصان (2,830 كيلوواط)، 17 عقدة (31 كيلومتر/ ساعة). بالإضافة إلى 2 من المحركات التوربينية الغازية من طراز (رولز رويس أوليمبوس) TM2 بقوة 46000 حصان (34300 كيلوواط)، 39 عقدة (72 كيلومتر/ ساعة).

## التسليح
تتسلح المدمرة الحربية التابعة للبحرية الإيرانية سبلان بعدد من الأسلحة المدفعية والصواريخ والطوربيدات وغيرها. وهذه التجهيزات والأسلحة تتغير من وقت لآخر وحسب التطوير والتحديث الذي يدخل على المدمرة.
- صاروخ دفاع جوي عدد 9 صواريخ.
- 12 نظام صاروخي من طراز C-802 (4 في 3 قاذفات).
- مدفعية مضادة للطائرات مدفع 1 × 20 ملم،
- مدفع من طراز مارك-8 عيار 114 ملم.
- عدد من الطوربيدات البحرية.
- صواريخ قادر وقدير البحرية الإيرانية. فقد كانت المدمرة سبلان مزودة بالسابق بـ 4 صواريخ كروز مضادة للسفن من طراز (قادر وقدير). ويُعرَف قادر بأنه صاروخ إيراني الصنع، مضاد للسفن والأهداف البحرية، أُعلِنَ عنه في 2011/8/23 ويبلغ مداه 300 كيلومتر، كما وتم افتتاح خط إنتاج صواريخ كروز البحرية قادر من قِبَل وزير الدفاع وإسناد القوات المسلحة الإيرانية العميد أحمد وحيدي، وقد تم تسليم خط الإنتاج هذا إلى القوات البحرية في الجيش والقوات البحرية في الحرس الثوري الإيراني.[8][9][10] اما صاروخ قدير، فيُعرَف بأنه صاروخ كروز بحري بعيد المدى والمضاد للقطع البحریة. جيلٌ جديد من صواريخ كروز الإيرانية تم تصمیمه وإنتاجه على ید الخبراء والمختصین الإيرانیین فی منظمة الصناعات الجوفضائیة التابعة لوزارة الدفاع الإيرانية ويبلغ مداه 300 كيلومتر وهو قادر على إصابة الأهداف البحرية بدقة عالية ويتميز بقدرة تدميرية هائلة. تم إزاحة الستار عنه في يوم الأحد 24 أغسطس 2014م في معرض لوزارة الدفاع الإيرانية برعاية الرئیس الإيراني حسن روحاني.[11][12][13][14][15][16]

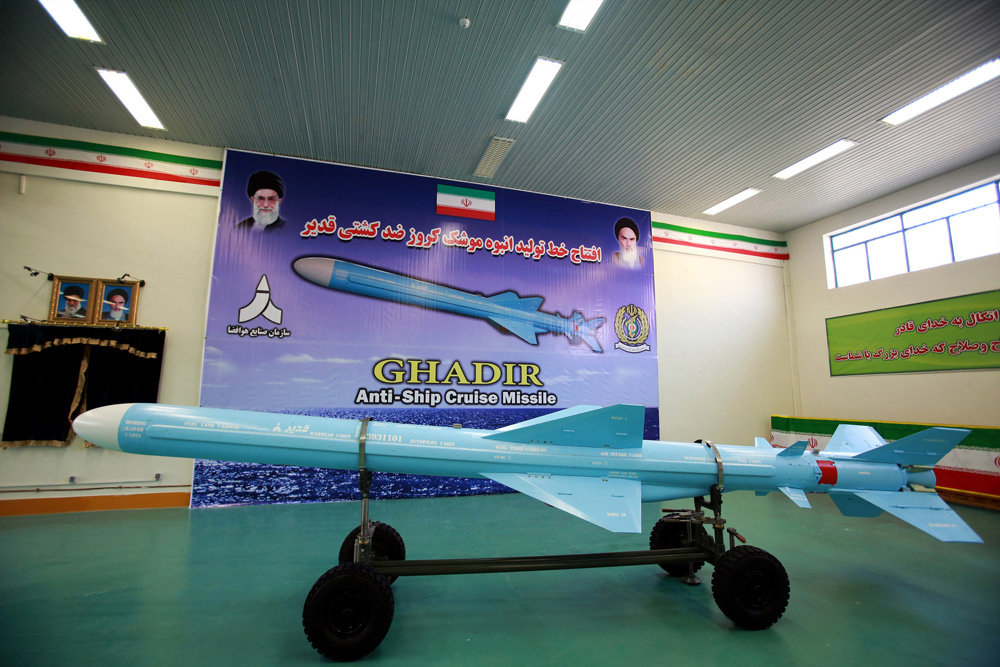
صاروخ كروز قدير البحري الإيراني. أحد الصواريخ الذي تم تنصيبه سابقاً على المدمرة سبلان

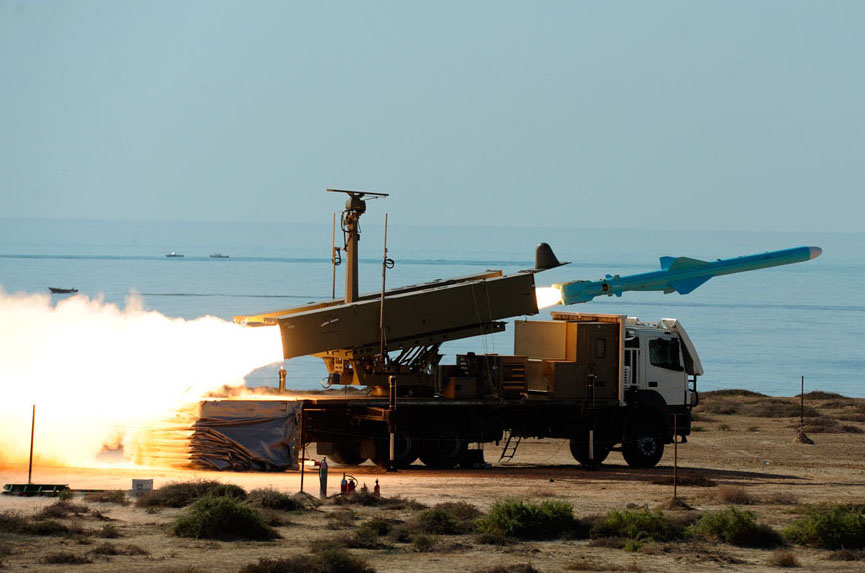
إطلاق صاروخ قادر في مناورات الولاية-90 البحرية، وكانت المدمرة العسكرية سبلان تتزود بهذا الطراز من الصواريخ البحرية

## معرض الصور

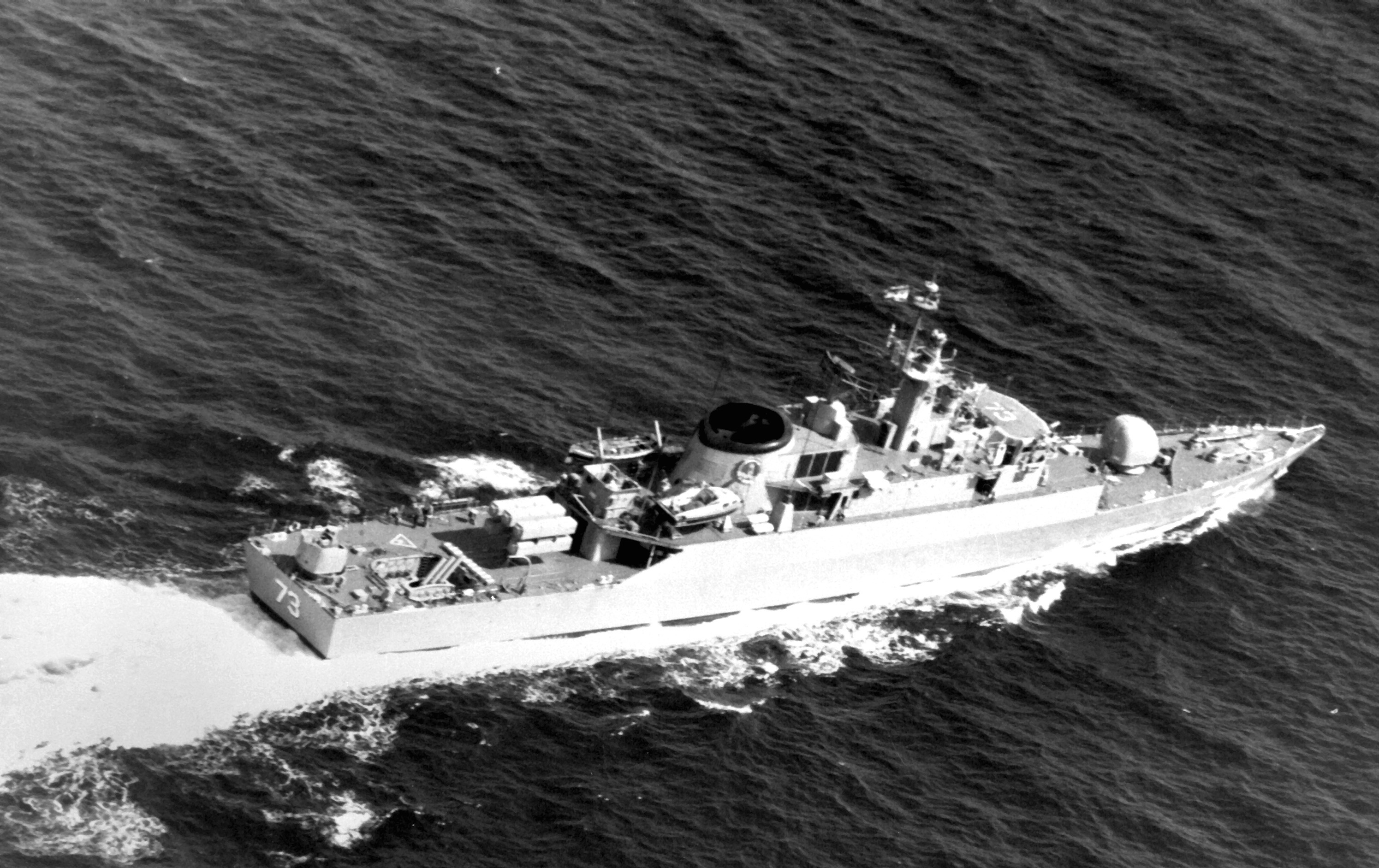
منظر عام للمدمرة الإيرانية سبلان

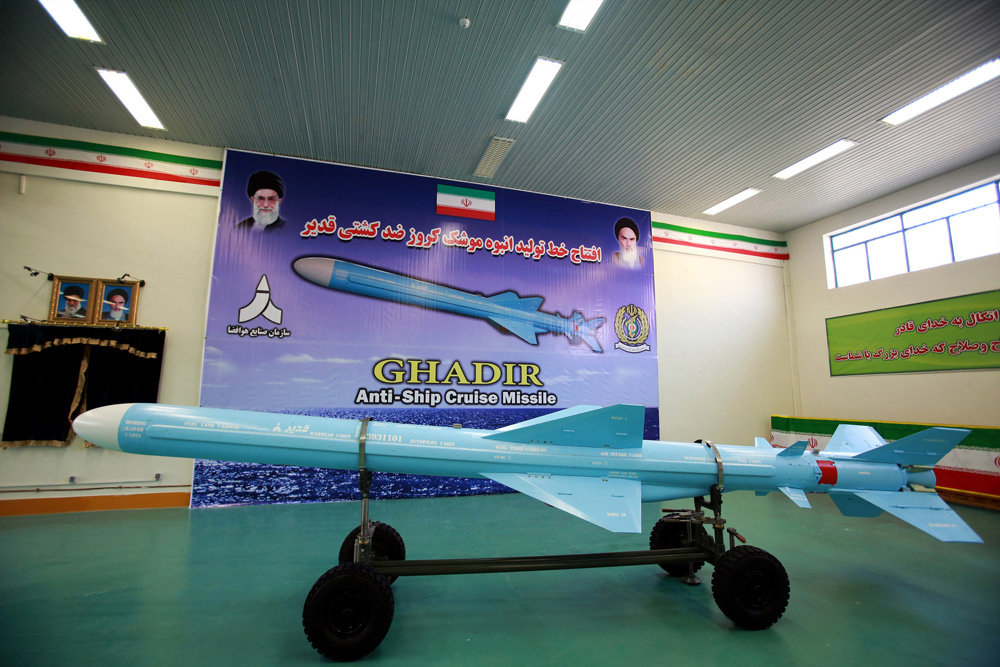
صاروخ كروز قدير البحري الإيراني. أحد الصواريخ الذي تم تنصيبه سابقاً على المدمرة سبلان

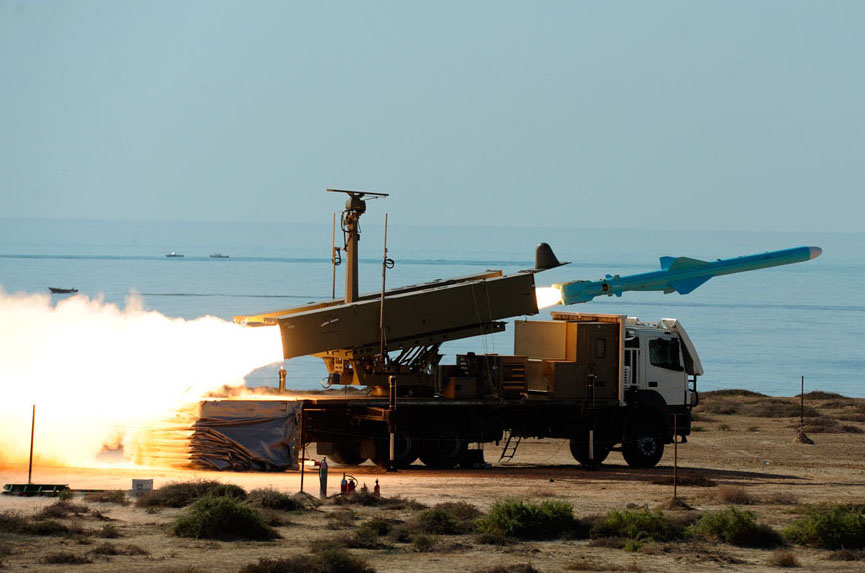
إطلاق صاروخ قادر في مناورات الولاية-90 البحرية، وكانت المدمرة العسكرية سبلان تتزود بهذا الطراز من الصواريخ البحرية